# Feltia ducens
Feltia ducens là một loài bướm đêm trong họ Noctuidae.